# Die Verschwörer (1928)
Die Verschwörer ist ein US-amerikanisches Stummfilmdrama aus dem Jahr 1928 von Fred Niblo mit Ronald Colman und Vilma Bánky in den Hauptrollen. Der Film wurde von Samuel Goldwyn produziert und von United Artists in den Verleih gebracht. Er basiert auf dem Roman Leatherface: A Tale of Old Flanders von Emma Orczy.

## Handlung
Flandern zur Zeit des Achtzigjährigen Krieges. Donna Lenora de Vargas, ein spanisches Mädchen aus dem Adel, wird von ihrem grausamen Onkel, dem Herzog von Azar, gezwungen, Mark Van Rycke, den Sohn des Bürgermeisters von Gent, zu heiraten. Angeblich soll die Heirat die Beziehungen zwischen den bedrängten Niederländern und den Spaniern festigen. In Wirklichkeit jedoch sollen die Geheimnisse von Wilhelm von Oranien, dem stillen Anführer der Flamen bei ihrem Versuch, das Joch der spanischen Herrschaft abzuschütteln, aufgedeckt werden. 

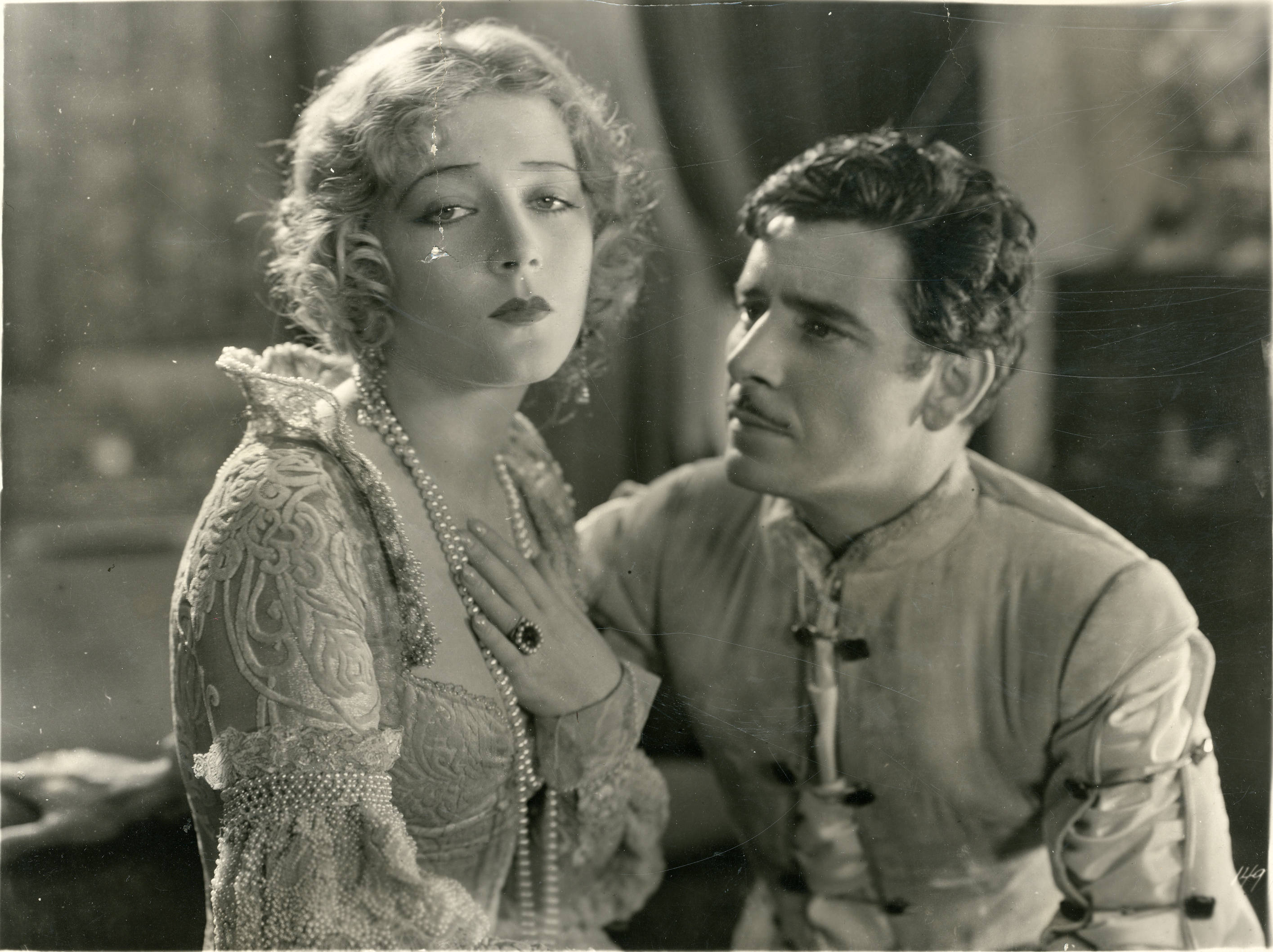
Szenenfoto mit Vilma Bánky und Ronald Colman

Lenora wird zur Spionin, nachdem ihr Onkel sie überredet hat, ihren spanischen Liebhaber, Don Ramón de Linea, den Befehlshaber der spanischen Streitkräfte in Gent, zu vergessen. Lenoras Hass auf die Holländer wird noch verstärkt, als Don Rámon von Leatherface, dem maskierten Leibwächter und Berater von Wilhelm von Oranien, getötet wird. Leatherface ist Marks Geheimidentität. Nach einiger Zeit erkennt Lenora schließlich doch, dass die Holländer im Recht sind. Sie unternimmt einen heldenhaften Ritt nach Gent, rettet das Leben einer Gruppe von Verschwörern, hilft den Flamen, eine Festung einzunehmen, die Gent bewacht, und ist glücklich wieder mit ihrem entfremdeten Ehemann vereint.

## Hintergrund
Die Idee für die Verfilmung des Romans wurde Samuel Goldwyns Produktionsgesellschaft im Rahmen eines Wettbewerbs für die „beste Filmidee“ vorgeschlagen, die von jeder Person eingereicht werden konnte. Die Gewinnerin, die ein Preisgeld von 2.500 Dollar erhielt (2024: ca. 45.000 Dollar), soll ein sechzehnjähriges Mädchen aus Milwaukee gewesen sein.
Am 11. September 1927 wurde bekannt gegeben, dass Regisseur Fred Niblo an der Story für den Film arbeitete. Am 7. Januar 1928 wurde berichtet, dass die Dreharbeiten bis zum 12. Januar 1928 abgeschlossen sein sollten. In einem Presseartikel vom 12. Februar 1928 wurde vermerkt, dass Ronald Colman bei dieser Produktion auf Make-up verzichten konnte, da Glühlampen verwendet wurden, die in Verbindung mit panchromatischem Film es ermöglichten, die Haut der Schauspieler „mit der bisher größten naturgetreuen Wiedergabe“ darzustellen. Die Dreharbeiten fanden in den De Mille-Studios in Culver City statt. Es wurde berichtet, dass vier Statisten bei den Dreharbeiten zu einer Szene verletzt wurden, in der ein Baumstamm, der vorübergehend im Schlamm feststeckte, auf eine heranstürmende Menschenmenge fiel.
H. Bruce Humberstone arbeitete als Regieassistent.
Der Stummfilm verfügte über Musik und Toneffekte, die im Movietone-Verfahren aufgenommen wurden. Folgende Songs wurden im Film gespielt:
- Grieving von Wayland Axtell
- Lenora von Louis Wolfe Gilbert und Hugo Riesenfeld

Der Film ist nur unvollständig im Museum of Modern Art gelagert, da drei der neun Filmrollen nicht mehr existieren.

## Veröffentlichung
Die Premiere des Films fand am 22. März 1928 in New York statt. Im selben Jahr kam er im Deutschen Reich in die Kinos, 1929 auch in Österreich.